# Hebrajsko-polski Stary Testament
Hebrajsko-polski Stary Testament – polski, specjalistyczny przekład Biblii hebrajskiej. Składa się z trzech tomów, z których pierwszy ukazał się w roku 2003. Wcześniej w roku 2000 wydany został interlinearny przekład Księgi Rodzaju.
Redaktorem przekładu jest dr Anna Kuśmirek z Uniwersytetu Kardynała Stefana Wyszyńskiego.

## Tomy i daty wydania
- Tom I: Pięcioksiąg – 2003
- Tom II: Prorocy – 2008
- Tom III: Pisma – 2010

## Charakterystyka przekładu
Hebrajsko-polski Stary Testament jest wydawnictwem interlinearnym; obok siebie znajdują się: hebrajski oryginał (z zachowaniem szyku: od strony prawej do lewej), jego transliteracja oraz polskie tłumaczenie (od lewej strony do prawej). Aparat naukowy uzupełniają kody gramatyczne i indeks rdzeni. Kod numeryczny każdego słowa łączy przekład z Wielkim słownikiem hebrajsko-polskim Starego Testamentu. W tomie III zawierającym Księgę Daniela z fragmentami aramejskimi znalazł się też indeks słów aramejskich.
Sposób przekładu z języka hebrajskiego ma charakter dosłowny. Według wstępu do publikacji, przekład przeznaczony jest do samodzielnego studium, ma ułatwić rozwiązywanie problemów egzegetycznych i teologicznych. Takie wydanie ma też ułatwiać ocenę innych istniejących przekładów.

## Krytyka
Marek Piela, filolog z Uniwersytetu Jagiellońskiego ocenił Hebrajsko-polski Pięcioksiąg ujemnie. Według niego przekład ma liczne błędy w transliteracji, które nie pozwalają na polecenie go niefachowcom: „Znacznie mniej wysiłku wymaga nauczenie się czytania tekstu hebrajskiego w oryginalnym zapisie niż czytanie go w transliteracji AK [tzn. Anny Kuśmirek]”. Krytyce też poddał sposób przekładu, szczególnie jego nacechowanie stylistyczne i przekład idiomów.

## Wydania
Wydawcą przekładu jest Oficyna Wydawnicza „Vocatio”, publikacja ukazała się w ramach „Prymasowskiej Serii Biblijnej”.